# Rafael Calomeni
Rafael Fescina Calomeni (ur. 16 października 1972 roku w Rio de Janeiro) – brazylijski aktor i model. Trenował kickboxing i surfing. W 2003 roku znalazł się na liście 25. najseksowniejszych ludzi w Brazylii. Ma syna - Matheusa (ur. w 2010 roku), którego matką jest Flávia Belchior.

## Filmografia

### telenowele
- 2010: Ribeirão do Tempo   jako Newton da Costa Pereira
- 2009:  Promessas de Amor  jako  Órion
- 2008: Wojna i pokój (Guerra e Paz) jako Kléber
- 2007–2008: Siedem grzechów (Sete Pecados) jako Hércules
- 2006: Pod nowy kierunek (Sob Nova Direção) jako Dr Renan
- 2005: Pod nowy kierunek (Sob Nova Direção) jako Bráulio
- 2005: Ameryka (América) jako Cadu
- 2003: Kobiety w miłości (Mulheres Apaixonadas) jako Ekspedyt Batista